# Clubiona hedini
Clubiona hedini är en spindelart som beskrevs av Schenkel 1936. Clubiona hedini ingår i släktet Clubiona och familjen säckspindlar. Inga underarter finns listade i Catalogue of Life.